# Борщівський повіт (Австро-Угорщина)
Борщівський повіт — адміністративна одиниця коронного краю Королівство Галичини та Володимирії у складі Австро-Угорщини (до 1867 року назва держави — Австрійська імперія). Повіт існував у період з 1854 до 1918 року.

## 1854–1867
1854 року була проведена адміністративна реформа, згідно з якою у складі Королівства Галичини та Володимирії були утворені повіти.
Статистика:
Площа — 7,75 географічних миль² (~427 км²).
Населення — 34618 (1866 р.).
Кількість будинків — 5533 (1866 р.).
Староста (Bezirk Vorsteher): Йозеф Цешик (Josef Ceschik) (1866)
Громади (ґміни): Бережанка, Борщів (місто), Бурдяківці, Цигани, Дембівка, Глибочок, Гуштин, Гуштинек, Озеряни (містечко), Озерянка, Іванків, Козаччина, Ланівці, Лосяч, Мушкатівка, Пілатківці, Пищатинці, Підпилип'я, Пукляки, Скала (містечко), Стара Скала, Слобідка Борщівська, Слобідка Підпилипенська, Стрільківці, Тарнавка, Трійця Підпилипинська, Турильче, Верхняківці, Вербівка, Вовківка, Висічка, Залуччя, Збриж (Бурдяківський), Зеленці, Звягель біля Тарнавки. 

## 1867–1918
1867 року були скасовані округи, а повіти реорганізовані: частина зникла, а частина збільшилася за рахунок інших. Борщівський повіт залишився і після реформи.
До його складу увійшла територія Борщівського та Мельницького повітів.
Староста: Йоганн Мадейський (Johann Madejski)  (1867) 